# Copa Libertadores da América Sub-20 de 2020
A CONMEBOL Libertadores Sub-20 de 2020 é a 5ª edição desta competição de futebol internacional organizada pela Confederação Sul-Americana de Futebol (CONMEBOL) para jogadores com até 20 anos de idade.
Nesta edição, as 12 vagas foram distribuídas da seguinte forma: atual campeão; 1 vaga adicional ao país anfitrião; 1 equipe de cada uma das 10 associações filiadas à CONMEBOL.

## Equipes participantes
| Associação           | Equipe                  | Forma de classificação                                                  |
| -------------------- | ----------------------- | ----------------------------------------------------------------------- |
| CONMEBOL             | Nacional                | Campeão da CONMEBOL Libertadores Sub-20 2018                            |
| CONMEBOL             | Libertad                | Campeão do Torneio Apertura Sub-19 2019                                 |
| Argentina · (1 vaga) | River Plate             | Campeão do Qualificatório entre os campeões da Quarta Divisão 2018/2019 |
| Bolívia · (1 vaga)   | Jorge Wilstermann       | Campeão do Torneio Nacional Sub-19 de 2019                              |
| Brasil · (1 vaga)    | Flamengo                | Campeão da Supercopa do Brasil de Futebol Sub-20 de 2019                |
| Chile · (1 vaga)     | Colo Colo               | Campeão da Copa de Campeões Sub-19 de 2019                              |
| Colômbia · (1 vaga)  | Millonarios             | Campeão da Supercopa Juvenil FCF 2019                                   |
| Equador · (1 vaga)   | Independiente del Valle | Campeão da Divisão Formativa Sub-18 2019                                |
| Paraguai · (1 vaga)  | Cerro Porteño           | Campeão do Torneio Clausura 2019 (Vaga adicional ao país anfitrião)     |
| Peru · (1 vaga)      | Sporting Cristal        | Campeão do Torneio de Promoção e Reserva de 2019                        |
| Uruguai · (1 vaga)   | Danubio                 | Campeão do Campeonato Uruguaio Sub-19 2019                              |
| Venezuela · (1 vaga) | Puerto Cabello          | Campeão do Torneio de Filiais "Série Elite" Sub-19 2019                 |

## Primeira fase
|  | Equipes classificadas                            |
|  | Equipe classificada como melhor segundo colocado |
|  | Equipes eliminadas                               |

### Grupo A
| Pos. | Equipe           | Pts | J | V | E | D | GP | GC | SG |
| ---- | ---------------- | --- | - | - | - | - | -- | -- | -- |
| 1    | Flamengo         | 6   | 3 | 2 | 0 | 1 | 8  | 3  | +5 |
| 2    | Puerto Cabello   | 6   | 3 | 2 | 0 | 1 | 7  | 6  | +1 |
| 3    | Nacional         | 3   | 3 | 1 | 0 | 2 | 5  | 6  | -1 |
| 4    | Sporting Cristal | 3   | 3 | 1 | 0 | 2 | 6  | 11 | -5 |

#### Confrontos
| Data   | Time 1           | Jogo | Time 2           |
| ------ | ---------------- | ---- | ---------------- |
| 15 fev | Nacional         | 1–3  | Flamengo         |
| 15 fev | Puerto Cabello   | 5–3  | Sporting Cristal |
| 18 fev | Nacional         | 3–1  | Puerto Cabello   |
| 18 fev | Flamengo         | 5–1  | Sporting Cristal |
| 21 fev | Sporting Cristal | 2–1  | Nacional         |
| 21 fev | Flamengo         | 0–1  | Puerto Cabello   |

### Grupo B
| Pos. | Equipe        | Pts | J | V | E | D | GP | GC | SG |
| ---- | ------------- | --- | - | - | - | - | -- | -- | -- |
| 1    | River Plate   | 9   | 3 | 3 | 0 | 0 | 5  | 1  | +4 |
| 2    | Cerro Porteño | 4   | 3 | 1 | 1 | 1 | 3  | 3  | 0  |
| 3    | Millonarios   | 2   | 3 | 0 | 2 | 1 | 3  | 4  | -1 |
| 4    | Danubio       | 1   | 3 | 0 | 1 | 3 | 2  | 5  | -3 |

#### Confrontos
| Data   | Time 1        | Jogo | Time 2        |
| ------ | ------------- | ---- | ------------- |
| 16 fev | Danubio       | 1–3  | River Plate   |
| 16 fev | Millonarios   | 2–2  | Cerro Porteño |
| 19 fev | Danubio       | 1–1  | Millonarios   |
| 19 fev | River Plate   | 1–0  | Cerro Porteño |
| 22 fev | Cerro Porteño | 1–0  | Danubio       |
| 22 fev | River Plate   | 1–0  | Millonarios   |

### Grupo C
| Pos. | Equipe                  | Pts | J | V | E | D | GP | GC | SG  |
| ---- | ----------------------- | --- | - | - | - | - | -- | -- | --- |
| 1    | Independiente del Valle | 9   | 3 | 3 | 0 | 0 | 8  | 1  | +7  |
| 2    | Libertad                | 6   | 3 | 2 | 0 | 1 | 11 | 3  | +8  |
| 3    | Colo Colo               | 3   | 3 | 1 | 0 | 2 | 3  | 2  | +1  |
| 4    | Jorge Wilstermann       | 0   | 3 | 0 | 0 | 3 | 1  | 17 | -16 |

#### Confrontos
| Data   | Time 1                  | Jogo | Time 2                  |
| ------ | ----------------------- | ---- | ----------------------- |
| 17 fev | Independiente del Valle | 2–1  | Libertad                |
| 17 fev | Colo-Colo               | 3–0  | Jorge Wilstermann       |
| 20 fev | Independiente del Valle | 1–0  | Colo-Colo               |
| 20 fev | Libertad                | 9–1  | Jorge Wilstermann       |
| 23 fev | Jorge Wilstermann       | 0–5  | Independiente del Valle |
| 23 fev | Libertad                | 1–0  | Colo-Colo               |

## Fase Final
|  | Semifinais                 | Semifinais                 |   |                     | Final                   | Final |  |
|  |                            |                            |   |                     |                         |       |  |
|  | 27 de fevereiro - Assunção |                            |   |                     |                         |       |  |
|  | Flamengo                   | 1(4)                       |   |                     |                         |       |  |
|  | Independiente del Valle    | 1 (5)p                     |   |                     |                         |       |  |
|  |                            |                            |   |                     |                         |       |  |
|  |                            |                            |   |                     | 1º de Março - Luque     |       |  |
|  |                            |                            |   |                     | Independiente del Valle | 2     |  |
|  |                            | River Plate                | 1 |                     |                         |       |  |
|  |                            |                            |   |                     |                         |       |  |
|  |                            |                            |   |                     |                         |       |  |
|  |                            |                            |   |                     | Terceiro lugar          |       |  |
|  | 27 de fevereiro - Assunção | 27 de fevereiro - Assunção |   | 1º de Março - Luque | 1º de Março - Luque     |       |  |
|  | River Plate                | 6                          |   | Flamengo            | 5                       |       |  |
|  | Libertad                   | 1                          |   |                     | Libertad                | 2     |  |

## Premiação
| Copa Libertadores da América Sub-20 de 2020 |
| Equador                                     |
| ------------------------------------------- |
| Independiente del Valle Campeão (1º título) |

## Ligações Externas
Site oficial